# Jakob Bender
Jakob Bender (* 23. März 1910 in Düsseldorf; † 8. Februar 1981) war ein deutscher Fußballspieler, der im Spieljahr 1932/33 mit seinem Verein Fortuna Düsseldorf die deutsche Meisterschaft errungen hat. Er spielte als Abwehrspieler von 1933 bis 1935 in der deutschen Fußballnationalmannschaft und belegte mit der Mannschaft bei der Fußball-Weltmeisterschaft 1934 in Italien den dritten Platz.

## Laufbahn
Er spielte bis 1927 für Alemannia 08 Düsseldorf, wechselte dann zu Fortuna Düsseldorf und wurde mit der Fortuna in der Saison 1928/29 in der westdeutschen Meisterschaft hinter dem FC Schalke 04 und dem Meidericher SV Dritter und zog somit erstmals in die Endrunde um die deutsche Fußballmeisterschaft ein. Der harte und zweikampfstarke Abwehrspieler konnte aber mit seinen Mannschaftskameraden Paul Bornefeld, Theo Breuer, Ernst Albrecht und Georg Hochgesang am 16. Juni 1929 die 1:5-Niederlage gegen die SpVgg Fürth nicht verhindern. Zwei Jahre später, 1931, gewann Fortuna die westdeutsche Meisterschaft, verlor aber in der Endrunde um die deutsche Meisterschaft mit 2:3 nach Verlängerung gegen Eintracht Frankfurt. Der von Mitspielern wie Anhängern "Knöd" gerufene Defensivspieler bildete dabei mit Paul Janes und Theo Breuer die Fortuna-Läuferreihe.
Im letzten Jahr der Bezirksklasse Berg/Mark, 1932/33, holten sich Bender und die Fortuna-Mannschaftskollegen mit 97:13 Toren die Meisterschaft, wurden durch eine 0:1-Niederlage am 30. April 1933 gegen Schalke 04 westdeutscher Vizemeister und zogen nach Erfolgen in der deutschen Endrunde gegen Gleiwitz, Arminia Hannover und im Halbfinale mit einem souveränen 4:0-Erfolg gegen Eintracht Frankfurt in das Endspiel um die deutsche Fußballmeisterschaft gegen den Westrivalen Schalke 04 ein. Am 11. Juni gelang der Mannschaft des Wiener Trainers Heinrich Körner in Köln ein 3:0-Erfolg gegen die "Knappen"-Elf und damit der Gewinn der deutschen Meisterschaft. Bender war als Mittelläufer der Chef der Abwehr und hatte wiederum die Außenläufer Janes und Breuer an seiner Seite.
Am 8. Januar 1933 hatte er mit der Stadtauswahl von Düsseldorf – Kombination von Fortuna und dem VfL Benrath – die ungarische Spitzenmannschaft Ferencváros Budapest mit 7:2 Toren besiegt. Bender gehörte den Fortuna-Meistermannschaften in der Gauliga Niederrhein von 1936 bis 1940 an, die in Serie den Titel erringen konnten und 1936 wiederum in das Finale um die deutsche Meisterschaft einziehen konnten. Mit Trainer Karl Höger wurde das Endspiel aber mit 1:2 Toren nach Verlängerung gegen den 1. FC Nürnberg verloren. Am 9. Januar 1938 verlor Bender mit seiner Fortuna-Mannschaft auch mit 1:2 Toren das Finale um den Tschammer-Pokal 1937 gegen Schalke 04. In der Endrunde um die deutsche Meisterschaft spielte die Mannschaft um Ernst Kuzorra und Fritz Szepan auch im Halbfinale am 29. Mai 1938 bei der 0:1-Niederlage erneut Schicksal für die Fortuna. In den Kriegsjahren wird Bender noch bis 1943/44 im Kader der Fortuna in der Gauliga Niederrhein als Aktiver aufgeführt. Kriegsbedingt war er bei TSV 1897 Osnabrück in dieser Zeit auch als "Gastspieler" im Einsatz. In der Statistik wird Bender mit 30 Endrundeneinsätzen um die deutsche Meisterschaft von 1929 bis 1939 geführt.
Der städtische Arbeiter kehrte nach einer Zwischenstation bei Kissingen 05 als Spielertrainer 1950 wieder zu seinem Heimatverein Alemannia 08 nach Düsseldorf zurück und übernahm die Trainingsleitung.

## Auswahlberufungen
Sein Debüt in der Nationalmannschaft gab der Mittelläufer zusammen mit seinem Mannschaftskollegen Theo Breuer am 22. Oktober 1933 in Duisburg beim Länderspiel gegen Belgien. Beim 8:1-Erfolg der Mannschaft von Reichstrainer Otto Nerz waren daneben auch noch von der Fortuna Paul Janes, Ernst Albrecht, Willi Wigold und Stanislaus Kobierski im Einsatz. Bei der Fußballweltmeisterschaft 1934 in Italien kam Bender im Halbfinale in Rom gegen die Tschechoslowakei (1:3) und im Spiel um den 3. Platz gegen Österreich (3:2) zum Einsatz. Mit seinem neunten Einsatz am 30. Juni 1935 in Stockholm gegen Schweden endete die internationale Karriere, des von mehreren Knieverletzungen heimgesuchten Abwehrspielers.
Mit der Niederrheinauswahl gewann er am 27. Februar 1937 in Berlin mit 2:1 Toren das Finale im Reichsbundpokal gegen Sachsen.
siehe auch: Deutschland bei der WM 1934 in Italien